# Ja-Da

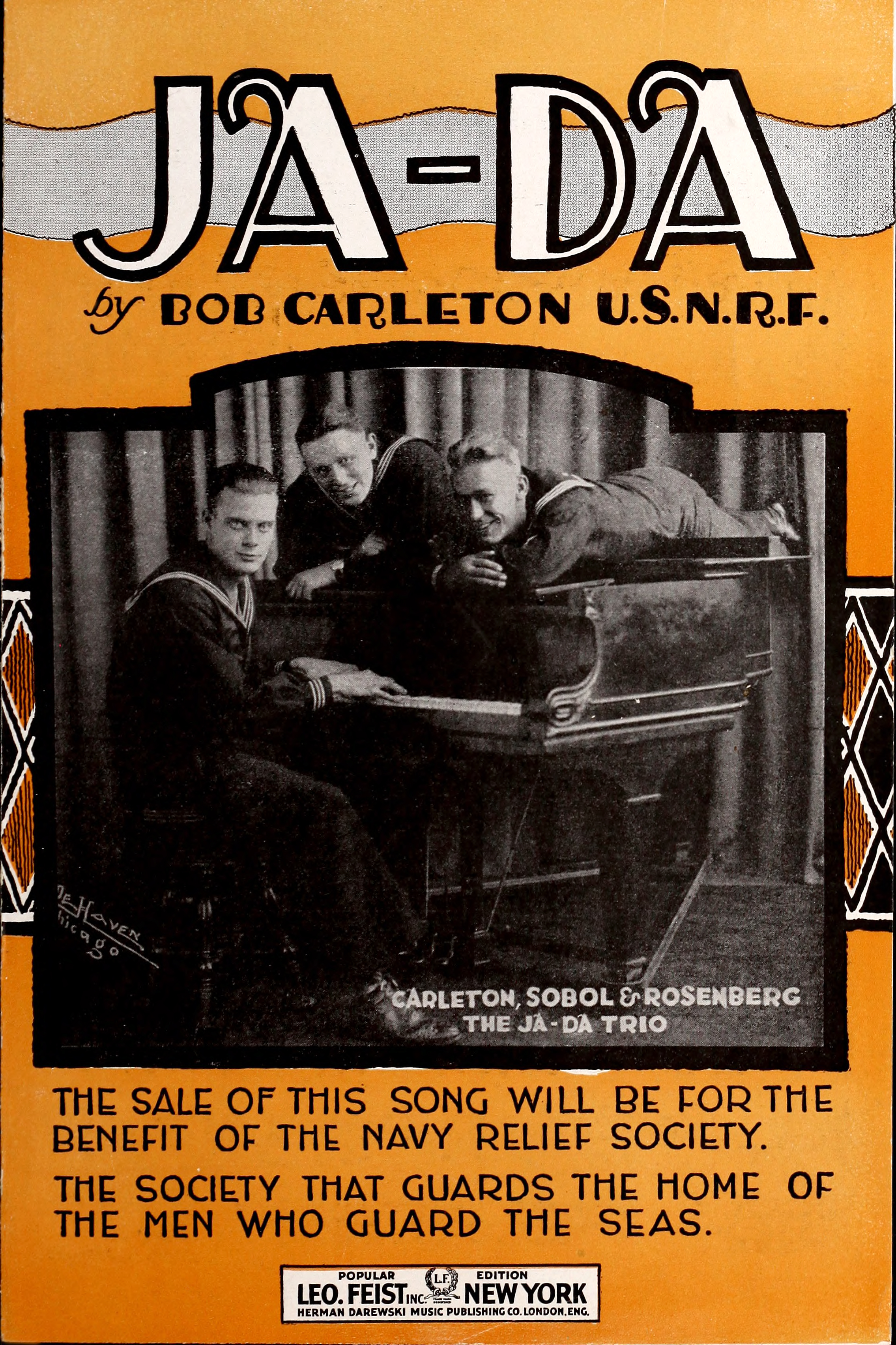
Titelblatt der Notenausgabe von 1918

Ja-Da oder Ja-Da (Ja Da, Ja Da, Jing, Jing, Jing!) war ein früher Jazz-Titel, der 1918 von Bob Carleton komponiert wurde (der Name wird bei manchen Verlagen auch als Bob Carlton wiedergegeben). Die Schreibung des Titels variierte im Lauf der Zeit; bei manchen Coverversionen lautet er Jada. Das Stück wird als Jazzstandard angesehen.

## Geschichte des Songs
Carlton komponierte das Stück, als er in Illinois als Klavierspieler in Clubs arbeitete. Bekannt wurde es zuerst in einer von Cliff Edwards gesungenen Version. Die Noten von Ja-Da erschienen zuerst 1918 im Verlag Leo Feist in New York City.
In seinem Standardwerk American Popular Songs geht Alec Wilder auf die Schlichtheit des Stücks ein und schreibt:

„... Es ist verblüffend, dass sich eine derart nichtige Melodie wie Ja-Da ins öffentliche Bewusstsein einbrennen konnte. Offensichtlich ist die Melodie äußerst schlicht und der Text fast ganz inhaltsleer, wobei sich der Erfolg vielleicht gerade durch den Text erklärt: "Eine ulkiges kleines Lied, das mich unterhält / das mich tröstet und das mir so gut gefällt." Es ist ein niedliches Lied, es ist unschuldig und es "tröstet". Und, wie zauberhaft, die einzige andere Aussage, zu der sich der Text hinreißen lässt lautet: "Ja-Da,O Ja-Da, Ja-Da, Ja-Da, Jing, Jing, Jing."“

Neben einer Klavierrolle von Cliff Hess (Vocalstyle Company, #11302) sind mehrere frühe Aufnahmen des Songs bekannt von der Original New Orleans Jazz Band (1918 sowie 1919), von Wilbur Sweetman/Arthur Fields (1919), von James Reese Europe (1919) und vom britischen Savoy Quintet (1919). 1923 spielte Fred Ross den Titel in Berlin ein. In den dreißiger Jahren wurde das Stück wieder aufgegriffen: Tommy Dorsey und Dick Stabile gingen 1936 für Ja-Da ins Plattenstudio. 1938 kam es zu einer Einspielung von Tommy Ladnier und Sidney Bechet. Zwanzig Jahre später erlebte er 1939 in zwei Kinofilmen seine Wiederauferstehung, in Babes in Arms mit Mickey Rooney und Judy Garland (in einer Minstrel-Show-Szene) und in Rose of Washington Square mit Alice Faye. Mitte der 1940er Jahre folgten Aufnahmen von Bunk Johnson und Don Ewell (1945), Frank Sinatra & Peggy Lee (1947), Muggsy Spanier (1947), der Big Chief Jazzband (His Master’s Voice A.L. 3401, 1954) und Ted Heath Orchestra (1958). Auch Al Hirt, Oscar Peterson, Louis Armstrong und Al Jarreau nahmen den Song auf. Tom Lord verzeichnete 317 Aufnahmen.
Der Jazzstandard Doxy (1954) von Sonny Rollins basiert auf den Harmonien dieses Liedes.